# 27 mei
27 mei is de 147e dag van het jaar (148e dag in een schrikkeljaar) in de gregoriaanse kalender. Hierna volgen nog 218 dagen tot het einde van het jaar.

## Gebeurtenissen
- Algemeen
  - 2006 - Aardbeving Java.
  - 2013 - De Chileense autoriteiten waarschuwen dat de vulkaan Copahué, op de grens met Argentinië, op uitbarsten staat.
- Criminaliteit en veiligheid
  - 1989 - Patrick Haemers, de man achter de ontvoering van Paul Vanden Boeynants, wordt aangehouden in Rio de Janeiro.
  - 1990 - Het gekraakte Wolters-Noordhoff Complex (WNC) in Groningen wordt door een grote politiemacht ontruimd.
  - 1990 - In Roermond pleegt de IRA een aanslag op vier Australische toeristen.
- Infrastructuur
  - 2006 - Opening van het NS-Station Amersfoort Vathorst.
- Media
  - 1963 - Het tweede album van Bob Dylan, The Freewheelin’ Bob Dylan, wordt uitgebracht.
  - 1964 - Radio Sutch begint met uitzenden vanaf een fort in de Theemsmonding.
  - 1995 - De Amerikaanse acteur Christopher Reeve raakt bijna volledig verlamd na een val van zijn paard.[1]
  - 2013 - Acteur Jan Decleir krijgt de Vlaamse prijs voor algemene culturele verdienste.
- Oorlog
  - 1905 - In de Slag bij Tsushima verslaat Japan de Russische vloot.
  - 1941 - Het Duitse oorlogsschip Bismarck vergaat in de Atlantische Oceaan.
  - 1994 - Het RPF-rebellenleger is bereid met het regeringsleger te praten over een door de Verenigde Naties opgesteld plan om het bloedbad in Rwanda te beëindigen.
  - 1996 - Een wapenstilstand beëindigt de eerste oorlog om Tsjetsjenië.
- Politiek
  - 1328 - Filips VI van Frankrijk gekroond tot koning van Frankrijk.
  - 1703 - Tsaar Peter de Grote sticht Sint-Petersburg.
  - 1952 - Verdrag tot oprichting van de Europese Defensiegemeenschap (EDG).
  - 1960 - Militaire staatsgreep Turkije.
  - 1972 - In België bepaalt de Nederlandse Cultuurraad dat in het Nederlandstalige landsgedeelte alleen de eed in het Nederlands geldt.
  - 1990 - Aung San Suu Kyi wint ondanks haar huisarrest de verkiezingen in Myanmar.
  - 2003 - Beëdiging van het kabinet-Balkenende II in Nederland.
  - 2016 - De Argentijnse generaal Reynaldo Bignone wordt veroordeeld tot een gevangenisstraf van twintig jaar wegens betrokkenheid bij de uitschakeling van linkse dissidenten in het kader van Operatie Condor.
  - 2024 - Premier Li Qiang (China), premier Fumio Kishida (Japan) en president Suk-yeol Yoon (Zuid-Korea) spreken in de Zuid-Koreaanse hoofdstad Seoel over een vrijhandelsovereenkomst tussen de drie landen.[2]
- Recreatie
  - 1977 - In het Disneyland Park te Anaheim wordt de attractie Space Mountain geopend.
- Religie
  - 1834 - Heroprichting van het Bisdom Brugge in België, dat eerder bestond van 1559-1801.
  - 2006 - Paus Benedictus XVI brengt in Polen een bezoek aan Wadowice, de geboorteplaats van zijn voorganger Paus Johannes Paulus II.
- Sport
  - 1908 - Royal Sporting club Anderlecht wordt gesticht door Charles Roos.
  - 1935 - Oprichting van de Boliviaanse voetbalclub Club Aurora.
  - 1987 - FC Porto wint voor de eerste keer de Europa Cup I door FC Bayern München in de finale in Wenen met 2-1 te verslaan.
  - 1990 - Op de slotdag van de reguliere competitie verzekert HGC zich op doelsaldo van de landstitel in de hockeyhoofdklasse door een 5-3-overwinning op Oranje Zwart.
  - 1990 - Het Georgisch voetbalelftal speelt de eerste interland uit de geschiedenis, hoewel het land formeel nog niet onafhankelijk is. Tegenstander in Tbilisi is Litouwen. Het duel eindigt in 2-2. Voor het gastland scoren Gija Goeroeli en Kacha Katsjarava.
  - 2001 - Zwemmer Ian Thorpe uit Australië verbetert in Hobart het wereldrecord op de 200 meter vrije slag van Pieter van den Hoogenband: van 1.45,35 tot 1.44,69.
  - 2009 - FC Barcelona wint de UEFA Champions League ten koste van Manchester United. Barcelona wint in Rome in het Stadio Olimpico met 2-0.
- Wetenschap en technologie
  - 1903 - Opening nieuwe Koopmansbeurs van Amsterdam (Beurs van Berlage) door Koningin Wilhelmina
  - 1910 - Bij een experiment met duikboten zinkt de Franse Pluvoise na een aanvaring met een postboot.
  - 1937 - De Golden Gate Bridge gaat open voor het verkeer.
  - 1994 - In Princeton wordt de recordtemperatuur van 5,10 *108°C bereikt.
  - 1998 - Jo Ritzen opent na een renovatie het gebouw de Witte Dame.
  - 1999 - De STS-96 Discovery-missie wordt gelanceerd.
  - 2009 - Lancering met een Sojoez raket van Russisch kosmonaut Roman Romanenko, Canadees astronaut Robert Thirsk and Belgisch astronaut Frank De Winne naar het ISS. Zij zullen samen met de 3 daar reeds aanwezige ruimtevaarders voor het eerst in de geschiedenis de maximale bemanning voor het station van 6 mensen gaan vormen.[3]

## Geboren

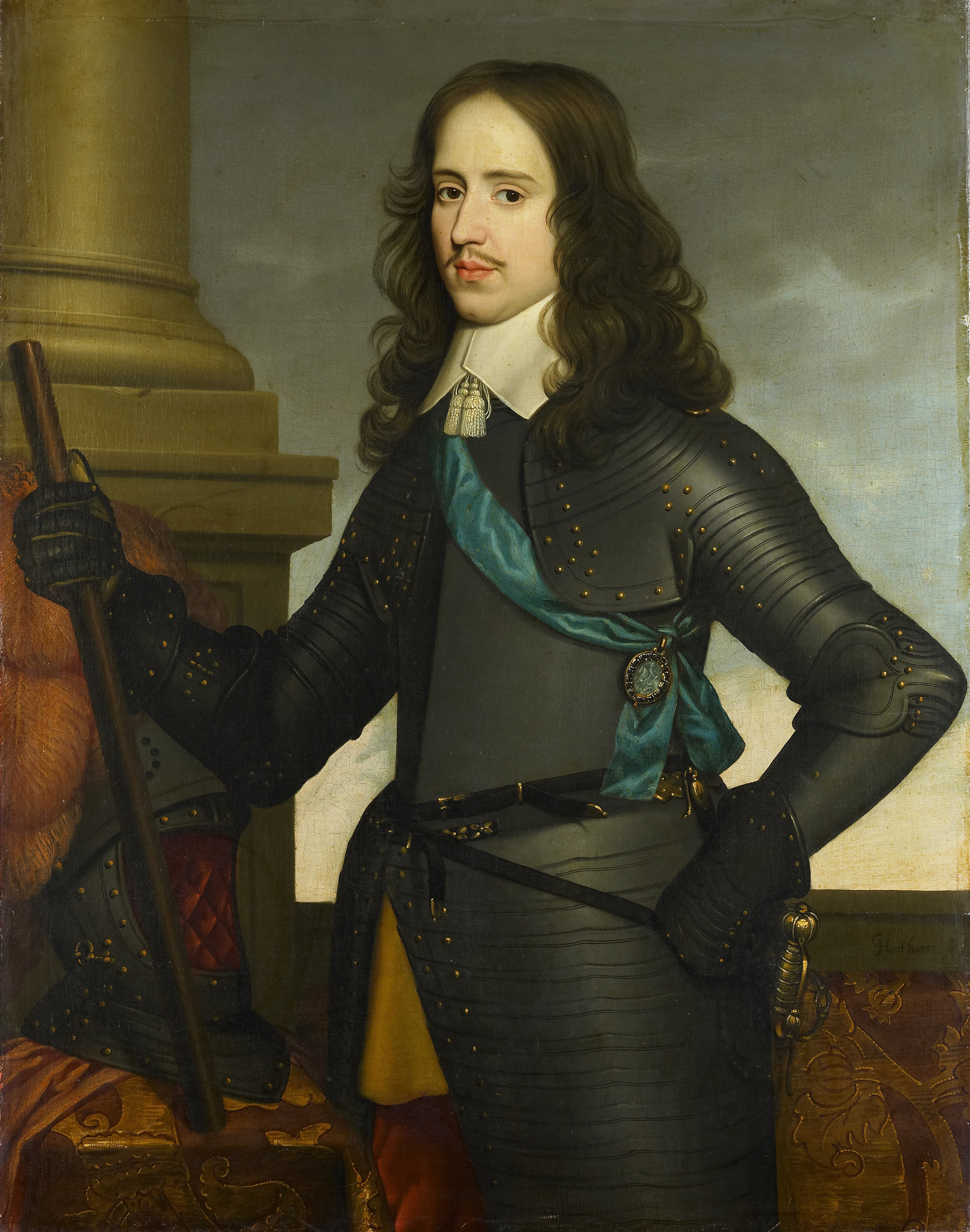
Willem II van Oranje
geboren in 1626

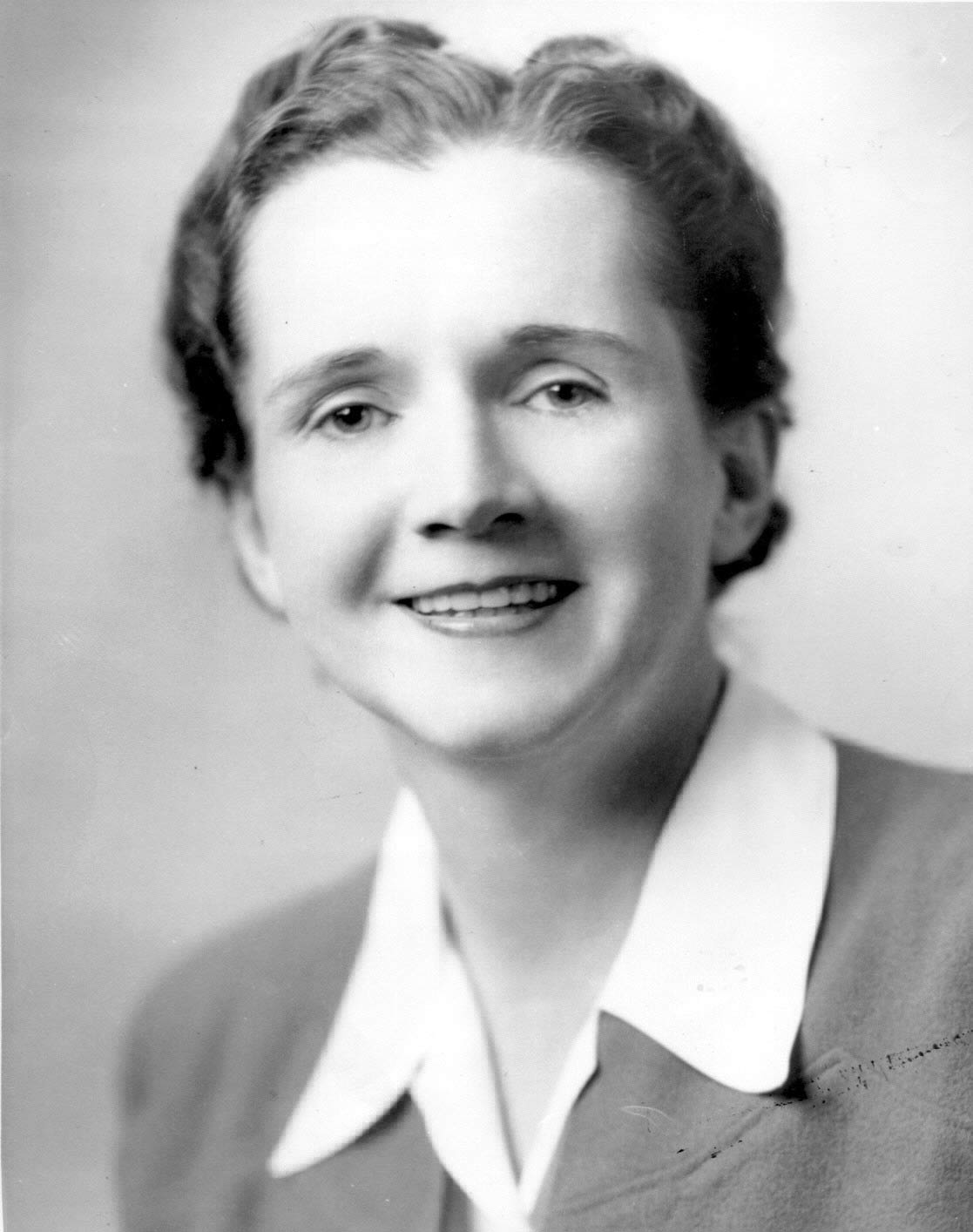
Rachel Carson
geboren in 1907

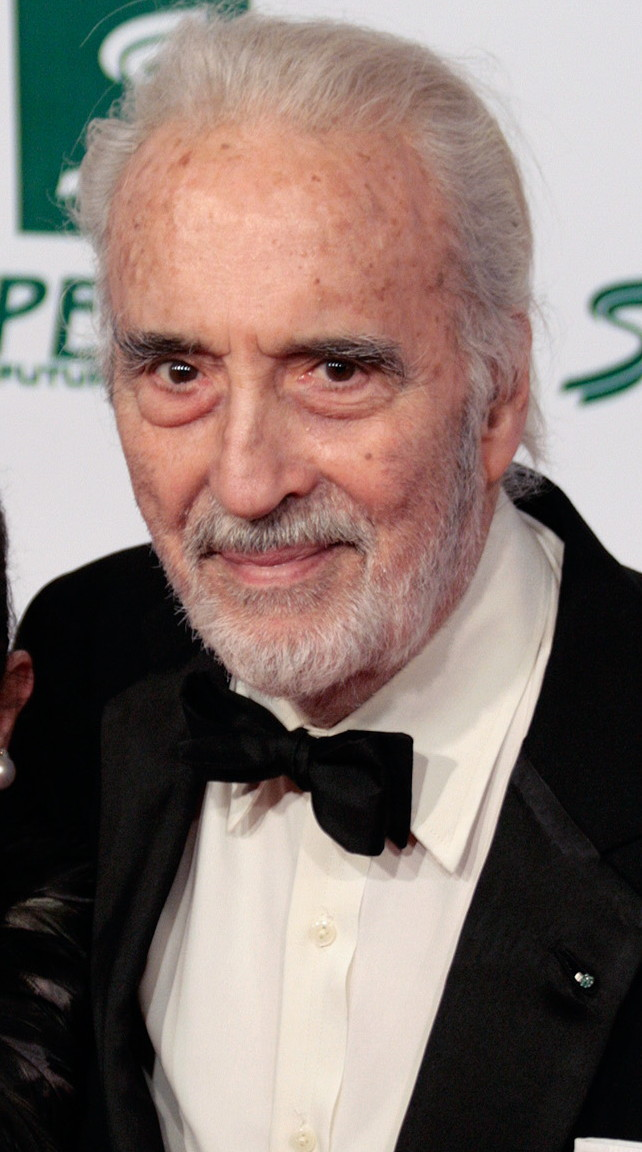
Christopher Lee
geboren in 1922

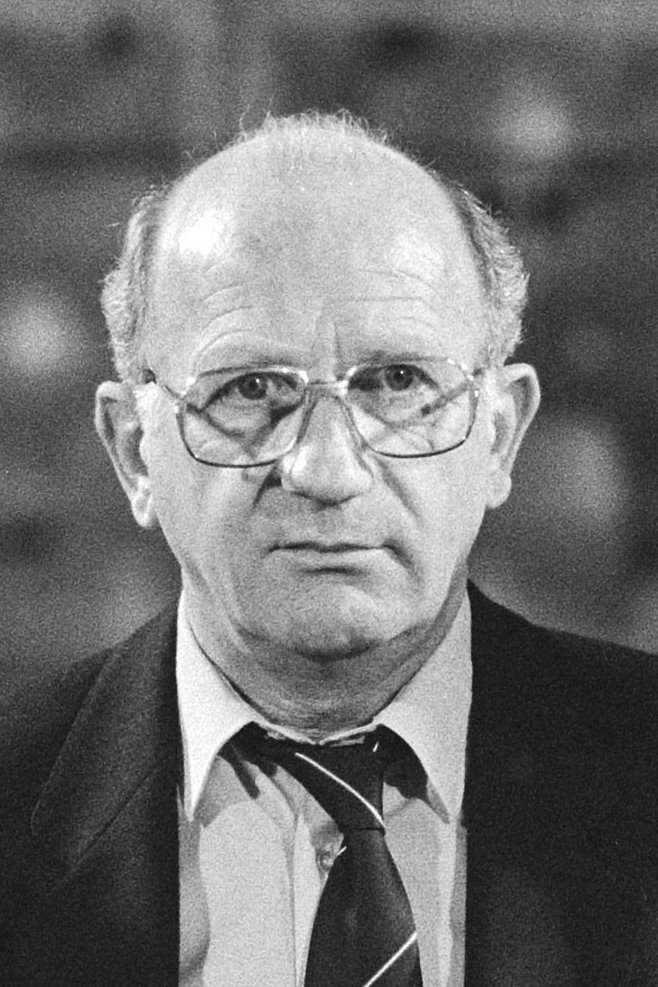
Kees Rijvers
geboren in 1926

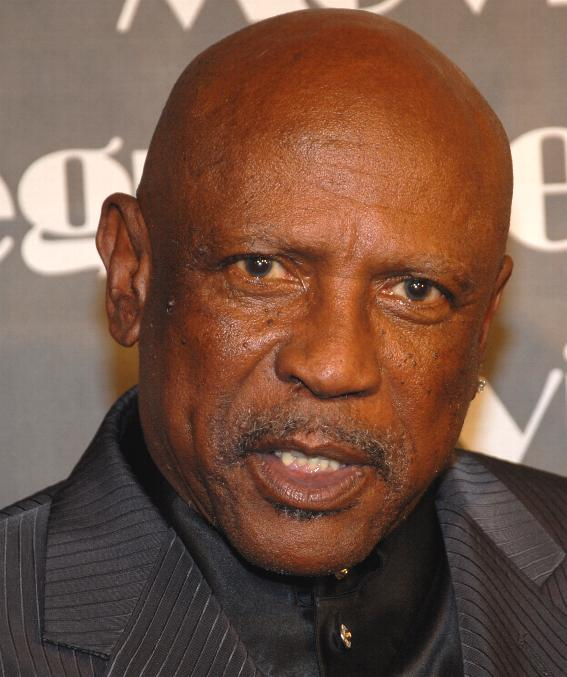
Louis Gossett Jr.
geboren in 1936

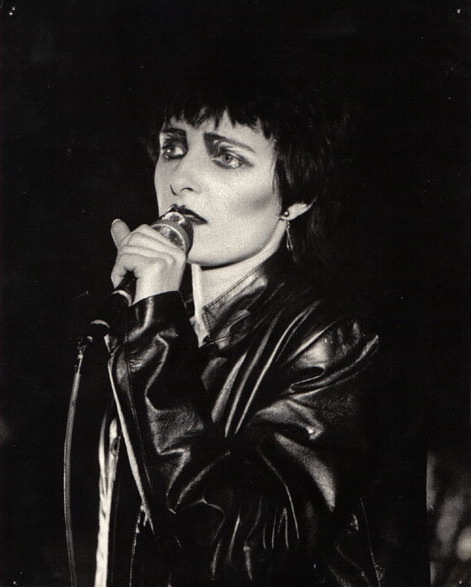
Siouxsie
geboren in 1957

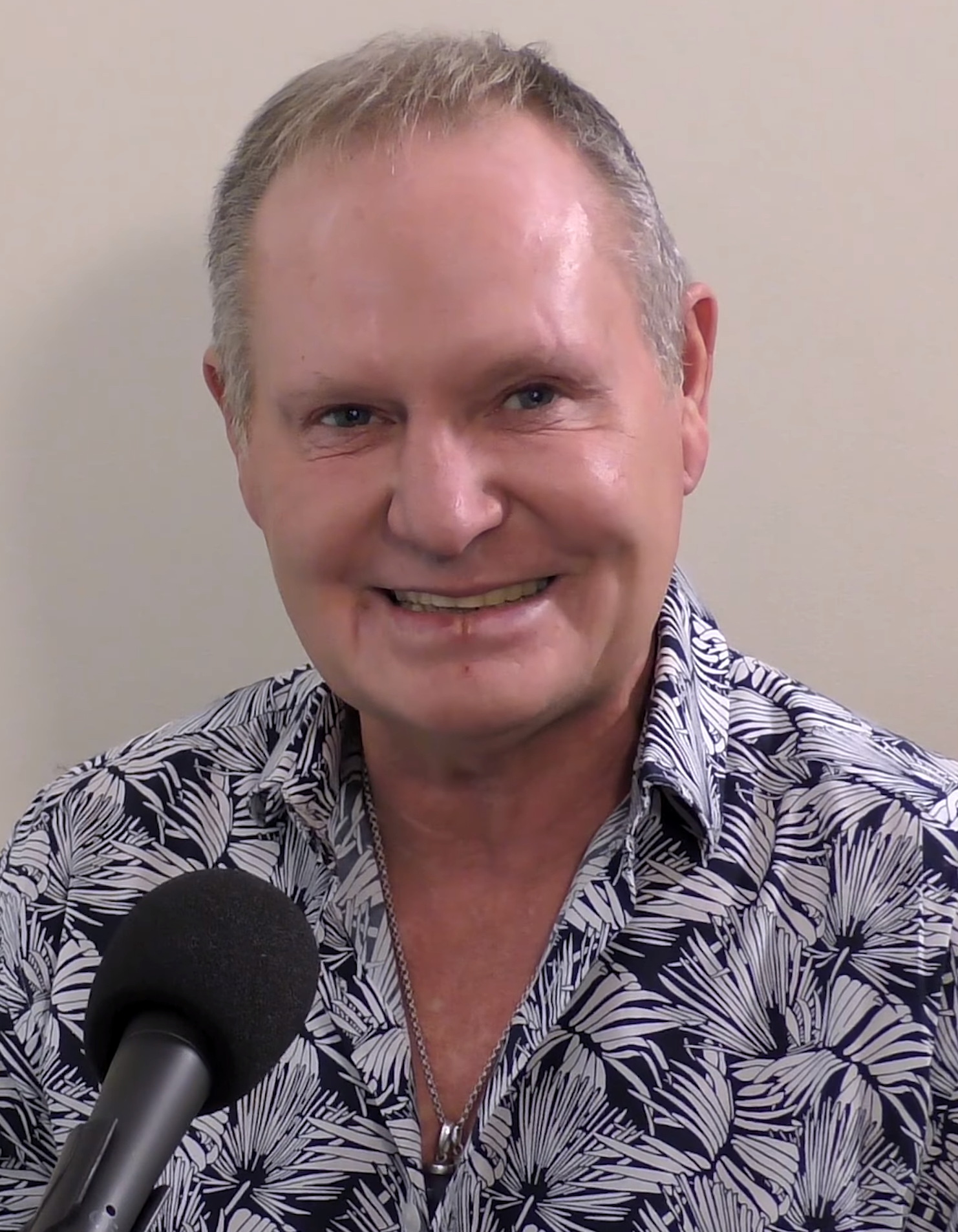
Paul Gascoigne
geboren in 1967

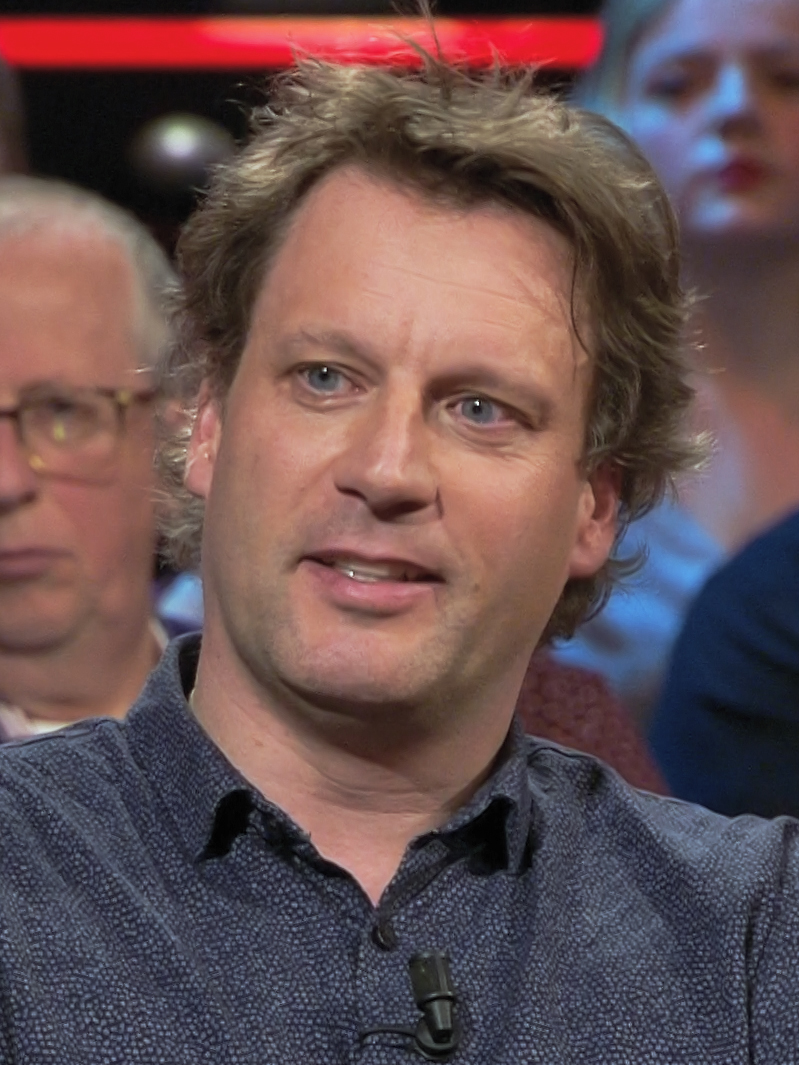
Thomas Hertog
geboren in 1975

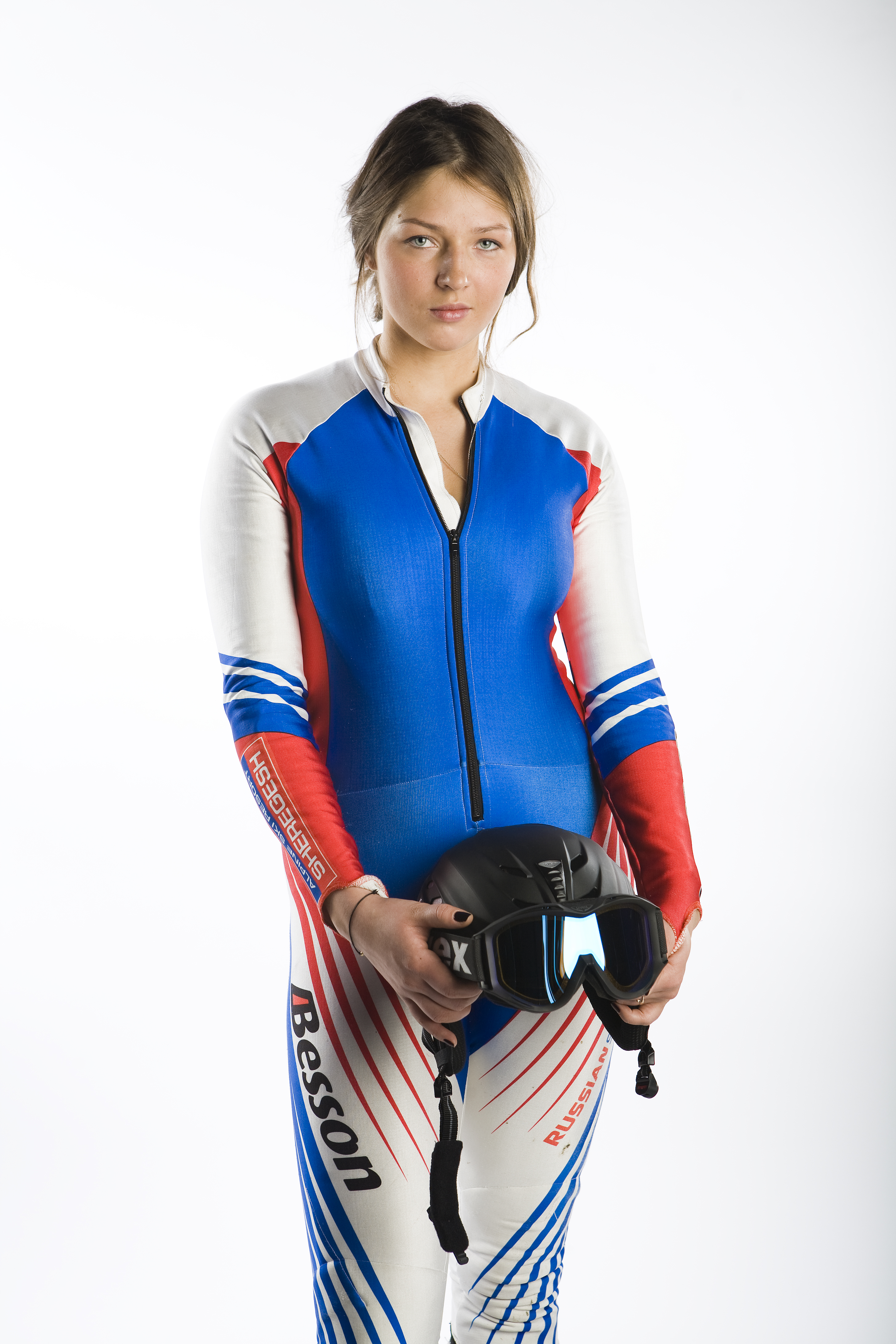
Alena Zavarzina
geboren in 1989

- 1626 - Willem II van Oranje, Nederlands stadhouder (overleden 1650)
- 1676 - Maria Clara Eimmart, Duits astronome, graveur en ontwerper (overleden 1707)
- 1756 - Maximiliaan I, koning van Beieren (overleden 1825)
- 1818 - Amelia Bloomer, Amerikaans feministe (overleden 1894)
- 1818 - Franciscus Cornelis Donders, Nederlands hoogleraar geneeskunde (overleden 1889)
- 1819 - George V van Hannover, Duits laatste koning van Hannover (overleden 1878)
- 1822 - Joachim Raff, Zwitsers componist (overleden 1882)
- 1835 - Henrique Pereira de Lucena, Braziliaans politicus (overleden 1913)
- 1836 - Jay Gould, Amerikaans spoorwegmagnaat (overleden 1892)
- 1846 - Dirk Kruijf, Nederlands architect (overleden 1921)
- 1854 - Georges Eekhoud, Belgisch Franstalig schrijver (overleden 1927)
- 1857 - Theodor Curtius, Duits scheikundige (overleden 1928)
- 1867 - Arnold Bennett, Engels romanschrijver (overleden 1931)
- 1870 - Anna Stecksén, Zweeds arts en eerste vrouwelijke doctor in de geneeskunde in Zweden (overleden 1904)
- 1871 - Georges Rouault, Frans schilder en grafisch artiest (overleden 1958)
- 1874 - Nelly Bodenheim, Nederlands illustrator en tekenaar (overleden 1951)
- 1879 - Karl Bühler, Duits psycholoog (overleden 1963)
- 1884 - Max Brod, Tsjechisch-Israëlisch schrijver en componist (overleden 1968)
- 1888 - Louis Durey, Frans componist (overleden 1979)
- 1890 - Jozef Holthof, Belgisch priester (overleden 1960)
- 1892 - Sara Heyblom, Nederlands actrice (overleden 1990)
- 1893 - Paul Helwig, Duits filosoof, psycholoog en dramaturg (overleden 1963)
- 1894 - Louis-Ferdinand Céline, Frans schrijver (overleden 1961)
- 1894 - Jan Coops, Nederlands scheikundige (overleden 1969)
- 1894 - Dashiell Hammett, Amerikaans auteur (overleden 1961)
- 1901 - Joseph Wendel, Duits kardinaal-aartsbisschop van München en Freising (overleden 1960)
- 1902 - Fanny Godin, Belgisch oudste mens (overleden 2014)
- 1904 - Chuhei Nambu, Japans atleet (overleden 1997)
- 1907 - Rachel Carson, Amerikaans biologe (overleden 1964)
- 1907 - Giuseppe Maria Sensi, Italiaans curiekardinaal (overleden 2001)
- 1908 - Melle Oldeboerrigter, Nederlands schilder (overleden 1976)
- 1909 - Juan Vicente Pérez Mora, Venezolaans supereeuweling (overleden 2024)
- 1909 - Joseph Schauers, Amerikaans roeier (overleden 1987)
- 1911 - Hubert Humphrey, Amerikaans vicepresident (overleden 1978)
- 1911 - Teddy Kollek, Israëlisch politicus (overleden 2007)
- 1911 - Vincent Price, Amerikaans acteur (overleden 1993)
- 1915 - Herman Wouk, Joods-Amerikaans schrijver (The Caine Mutiny) (overleden 2019)
- 1917 - Estrella Alfon, Filipijns schrijfster (overleden 1983)
- 1918 - Yasuhiro Nakasone, Japans politicus (overleden 2019)
- 1921 - Joop Bakker, Nederlands politicus (overleden 2003)
- 1921 - Jetty Paerl, Nederlands zangeres (overleden 2013)
- 1922 - Christopher Lee, Brits acteur (overleden 2015)
- 1923 - Henry Kissinger, Duits-Amerikaans politicoloog, diplomaat, politicus en Nobelprijswinnaar (overleden 2023)
- 1923 - Sumner Redstone, Amerikaans mediatycoon (overleden 2020)
- 1923 - Nicole Stéphane, Frans actrice (overleden 2007)
- 1926 - Kees Rijvers, Nederlands voetballer en voetbaltrainer (overleden 2024)
- 1927 - Jan Blokker, Nederlands journalist en schrijver (overleden 2010)
- 1928 - Thea Musgrave, Schots componiste
- 1928 - Robert Schoukens, Belgisch atleet (overleden 2022)
- 1929 - Emiel Meeus, Belgisch politicus (overleden 2022)
- 1930 - John Barth, Amerikaans schrijver (overleden 2024)
- 1930 - Eino Tamberg, Estlands componist (overleden 2010)
- 1931 - Faten Hamama, Egyptisch actrice (overleden 2015)
- 1932 - José Varacka, Argentijns voetballer (overleden 2018)
- 1933 - Hanneke Mols-van Gool, Nederlands beeldhouwer en medailleur (overleden 2020)
- 1933 - Joop van Zon, Nederlands dirigent en pianist (overleden 2021)
- 1934 - Harlan Ellison, Amerikaans sf-auteur (overleden 2018)
- 1934 - Enzo Siciliano, Italiaans schrijver, scriptschrijver en literair criticus (overleden 2006)
- 1935 - Mal Evans, Brits roadmanager, persoonlijk assistent en muziekproducent (overleden 1976)
- 1935 - Ramsey Lewis, Amerikaans jazzpianist en toetsenist (overleden 2022)
- 1935 - Lee Meriwether, Amerikaans (televisie)actrice
- 1935 - Luud Schimmelpennink, Nederlands provo en industrieel ontwerper
- 1936 - Louis Gossett jr., Amerikaans acteur (overleden 2024)
- 1937 - Andrej Bitov, Russisch schrijver (overleden 2018)
- 1939 - Don Williams, Amerikaans zanger (overleden 2017)
- 1941 - Jan Hendrikx, Nederlands politicus (overleden 2024)
- 1941- Adriaan Venema, Nederlands schrijver (overleden 1993)
- 1942 - Piers Courage, Brits autocoureur (overleden 1970)
- 1943 - Cilla Black, Brits zangeres en presentatrice (overleden 2015)
- 1943 - Bruce Weitz, Amerikaans acteur (Belker in Hill Street Blues)
- 1944 - Pleun Strik, Nederlands voetballer (overleden 2022)
- 1945 - Bruce Cockburn, Canadees zanger/gitarist
- 1946 - Niels-Henning Ørsted Pedersen, Deens bassist (overleden 2005)
- 1947 - Harry Weerman, Nederlands handballer
- 1948 - Gábor Presser, Hongaars musicus
- 1949 - Thea de Roos-van Rooden, Nederlands geschiedkundige en oud-politicus
- 1951 - Jacques Vermeire, Belgisch acteur
- 1954 - Peter Dahlberg, Zweeds golfer
- 1955 - René Martens, Belgisch wielrenner
- 1955 - Jan van Staa, Nederlands voetballer en voetbaltrainer
- 1956 - Cathy Priestner, Canadees langebaanschaatsster
- 1957 - David Greenwood,  Amerikaans basketballer (overleden 2025)
- 1957 - Raimund Hörmann West-Duits roeier
- 1958 - Neil Finn, Nieuw-Zeelands muzikant
- 1958 - Jesse Robredo, Filipijns politicus (overleden 2012)
- 1959 - Donna Strickland, Canadees natuurkundige en Nobelprijswinnares
- 1960 - Oleksandr Sydorenko, Sovjet-Oekraïens zwemmer (overleden 2022)
- 1960 - Metin Tokat, Turks voetbalscheidsrechter
- 1960 - Alan Wiley, Engels voetbalscheidsrechter
- 1964 - Bert Kous, Nederlands radio- en televisiepresentator
- 1965 - Pat Cash, Australisch tennisser
- 1966 - Jean-Marie Arnould, Belgisch zwemmer
- 1966 - Fujio Yamamoto, Japans voetballer
- 1967 - Ingrid de Caluwé, Nederlands politica
- 1967 - Eddie De Block, Belgisch politicus
- 1967 - Paul Gascoigne, Engels voetballer
- 1967 - Kai Pflaume, Duits presentator
- 1967 - Kristen Skjeldal, Noors langlaufer
- 1967 - Gerardina Trovato, Italiaans singer-songwriter
- 1968 - Patrick Beijersbergen, Nederlands auteur en belegger
- 1969 - Craig Federighi, Amerikaans softwareproducent
- 1969 - Michael Glöckner, Duits wielrenner
- 1969 - Jeremy Mayfield, Amerikaans autocoureur
- 1969 - Peter Reid, Canadees triatleet
- 1969 - Stefan Steinweg, Duits wielrenner
- 1970 - Michele Bartoli, Italiaans wielrenner
- 1970 - Joseph Fiennes, Brits acteur
- 1971 - Paul Bettany, Brits acteur
- 1971 - Lisa Lopes, Amerikaans zangeres (overleden 2002)
- 1971 - Lee Sharpe, Engels voetballer
- 1972 - Agueda Amaral, Oost-Timorees atlete
- 1972 - Eskild Ebbesen, Deens roeier
- 1973 - Zoran Ban, Kroatisch voetballer
- 1973 - Dennis te Braak, Nederlands voetballer en voetbalcoach
- 1975 - André Benjamin (André 3000), Amerikaans acteur en muzikant (OutKast)
- 1975 - Sven Figee, Nederlands componist, dirigent, producer en musicus
- 1975 - Thomas Hertog, Belgisch natuurkundige
- 1975 - Jamie Oliver, Brits chef-kok
- 1975 - Jason Philips (Jadakiss), Amerikaans rapper
- 1976 - Marcel Fässler, Zwitsers autocoureur
- 1977 - Sander Foppele, Nederlands acteur
- 1977 - Abderrahmane Hammad, Algerijns atleet
- 1978 - Tom Gernaey, Belgisch presentator
- 1979 - Lectrr, Belgisch cartoonist
- 1979 - Haley McGregor, Australisch atlete
- 1979 - Mile Sterjovski, Australisch voetballer
- 1980 - Craig Buntin, Canadees kunstschaatser
- 1980 - Niels 't Hooft, Nederlands schrijver
- 1980 - Kevin Moeliker, Nederlands voetbaldoelman
- 1981 - Johan Elmander, Zweeds voetballer
- 1981 - Michael Klukowski, Canadees voetballer
- 1982 - Kevin De Weert, Belgisch wielrenner
- 1982 - Marianne van der Sloot, Nederlands bestuurster en politicus
- 1983 - Meelis Kanep, Estisch schaker
- 1983 - Maxim Tsigalko, Wit-Russisch voetballer (overleden 2020)
- 1984 - Darin Brooks, Amerikaans acteur
- 1984 - Nicholas Sanderson, Australisch wielrenner
- 1985 - Roberto Soldado, Spaans voetballer
- 1985 - Maaike Vos, Nederlands shorttrackster
- 1986 - Timo Descamps, Belgisch zanger en acteur
- 1986 - Lasse Schöne, Deens voetballer
- 1987 - Gervinho, Ivoriaans voetballer
- 1987 - Martina Sáblíková, Tsjechisch schaatsster
- 1987 - Robert Tesche, Duits voetballer
- 1988 - Celso Borges, Costa Ricaans voetballer
- 1988 - Blaž Furdi, Sloveens wielrenner
- 1988 - Gideon van Meijeren, Nederlands politicus
- 1988 - Denis Odoi, Belgisch voetballer
- 1988 - Eva Pinkelnig, Oostenrijks schansspringster
- 1988 - Andrejs Rastorgujevs, Lets biatleet
- 1989 - Alena Zavarzina, Russisch snowboardster
- 1990 - Samuel Armenteros, Zweeds voetballer
- 1990 - Nacer Barazite, Nederlands-Marokkaans voetballer
- 1990 - Chris Colfer, Amerikaans acteur
- 1990 - Jonas Hector, Duits voetballer
- 1992 - Lorys Bourelly, Frans zwemmer
- 1992 - Aaron Brown, Canadees atleet
- 1992 - Oleg Kostin, Russisch zwemmer
- 1992 - Jeison Murillo, Colombiaans voetballer
- 1992 - Georgia Nanscawen, Australisch hockeyster
- 1994 - Shawnacy Barber, Canadees atleet (overleden 2024)
- 1997 - Tachina Peeters, Belgisch turnster
- 1998 - Charlie Estcourt, Welsh voetbalster
- 1999 - Colin Kaminsky, Amerikaans autocoureur
- 1999 - Lily-Rose Depp, Frans-Amerikaans actrice
- 2000 - Maëlle Lakrar, Frans voetbalster
- 2001 - Benjamin Romeyns, Belgisch voetballer
- 2001 - Michelle Weiß, Duits voetbalster
- 2002 - Louis Sutton, Brits wielrenner
- 2002 - Gabri Veiga, Spaans voetballer
- 2003 - Xavier Artigas, Spaans motorcoureur
- 2003 - Franco Colapinto, Argentijns autocoureur
- 2003 - Jonathan Vervenne, Belgisch wielrenner
- 2004 - You Young, Zuid-Koreaans kunstschaatsster
- 2005 - Antoine L'Hote, Frans wielrenner

## Overleden

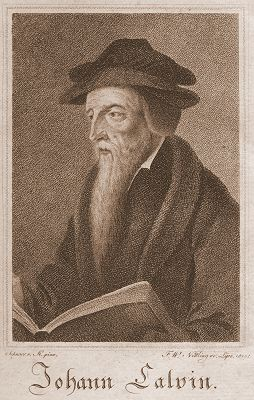
Johannes Calvijn
overleden in 1564

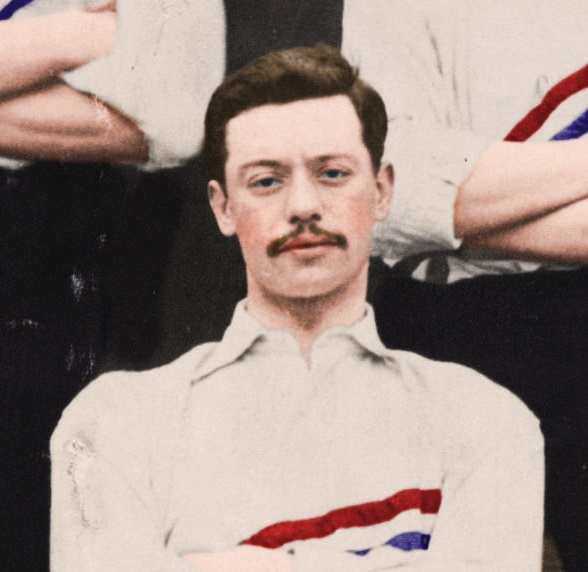
Rein Boomsma
overleden in 1943

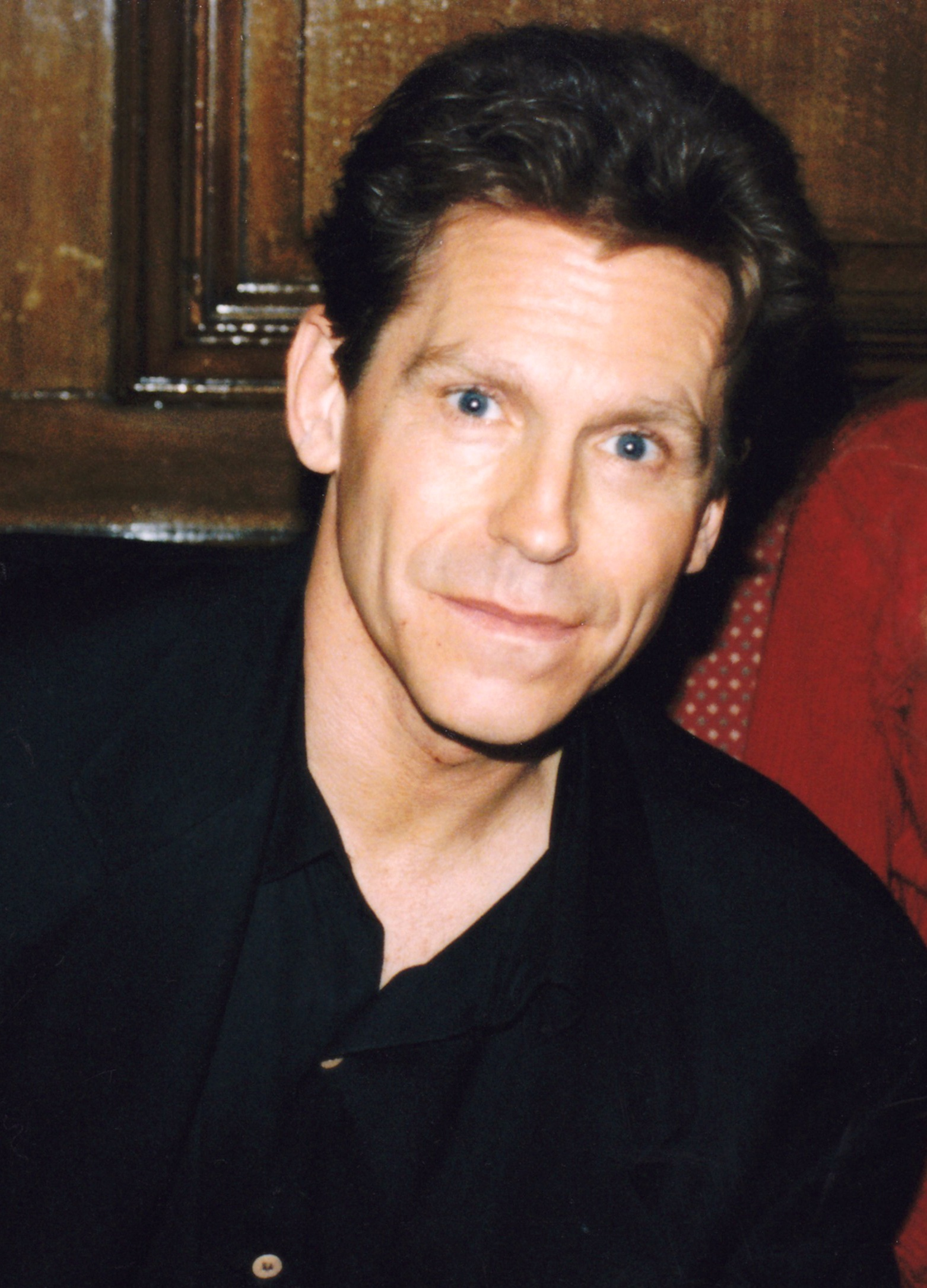
Jeff Conaway
overleden in 2011

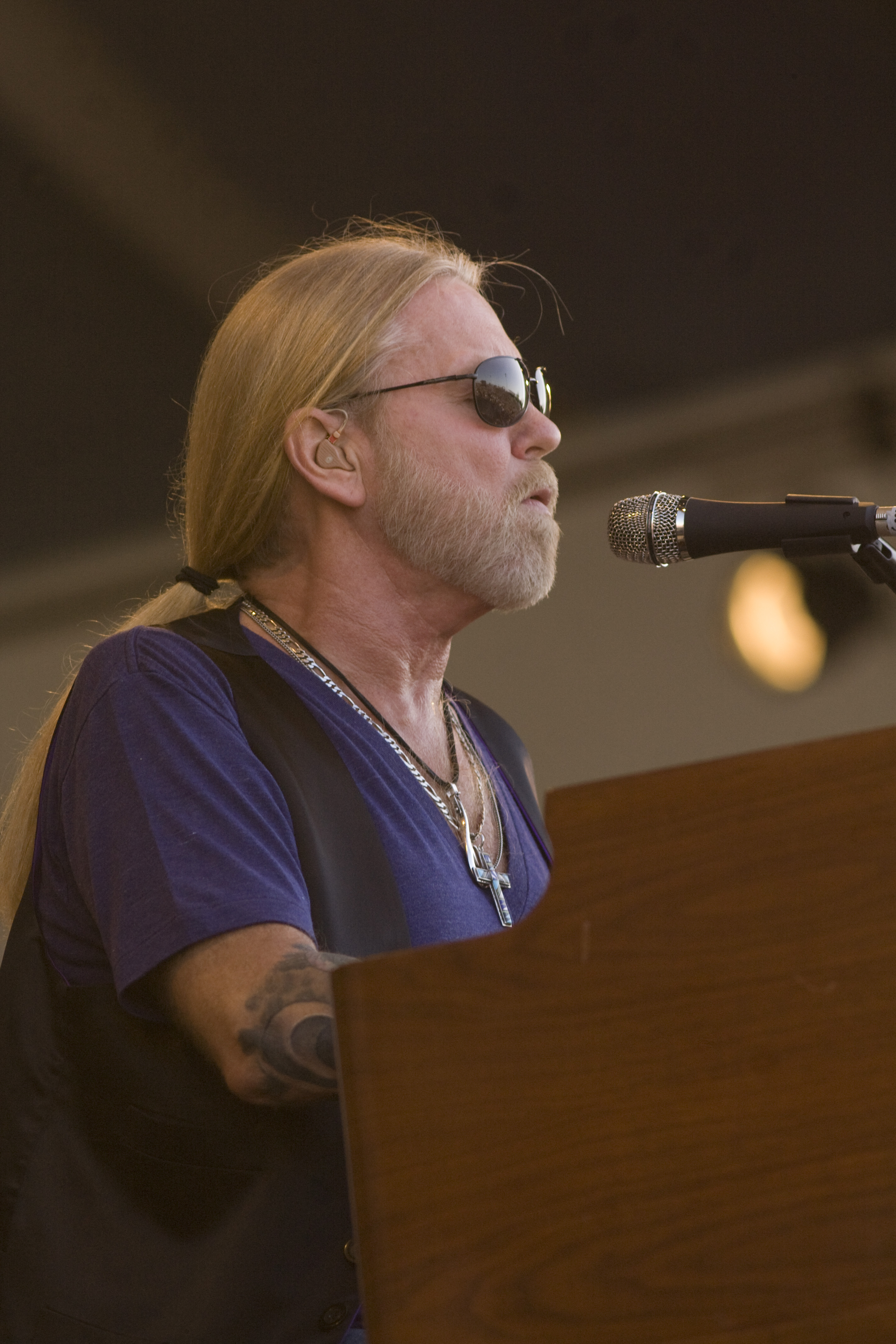
Gregg Allman
overleden in 2017

- 366 - Procopius (~40), opstandig keizer van Rome
- 866 - Ordoño I (36), koning van Asturië
- 927 - Simeon I van Bulgarije (~62)
- 1039 - Dirk III (~58), graaf van Holland
- 1505 - Ascanio Maria Sforza (55), Italiaans kardinaal
- 1525 - Thomas Müntzer (35), Duits theoloog en prediker.
- 1564 - Johannes Calvijn (54), Frans kerkhervormer
- 1831 - Jedediah Smith (32), Amerikaans ontdekkingsreiziger
- 1885 - Charles Rogier, een van de vaders van de Belgische onafhankelijkheid
- 1902 - Jan A. Van Droogenbroeck (67), Belgisch dichter en schrijver
- 1910 - Robert Koch (66), Duits arts en Nobelprijswinnaar
- 1932 - Milton Jones (37), Amerikaans autocoureur
- 1939 - Joseph Roth (44), Oostenrijks-Hongaars schrijver en journalist
- 1942 - Chen Duxiu (62), Chinees politicus
- 1943 - Rein Boomsma (63), Nederlands voetballer en verzetsstrijder
- 1945 - Frits Lamp (44), Nederlands atleet
- 1949 - Martin Knudsen (78), Deens natuurkundige
- 1959 - Robert Morton Nance (86), Brits taalkundige, gespecialiseerd in het Cornisch
- 1961 - Annie Forsyth Wyatt (76), Australische activiste, ecologiste en Rode Kruis-medewerkster
- 1963 - Paul Helwig (70), Duits filosoof, psycholoog en dramaturg
- 1964 - Jawaharlal Nehru (74), Indiaas premier
- 1966 - Leo Guda (41), Surinaams politicus
- 1966 - François Van Belle (84), Belgisch volksvertegenwoordiger
- 1967 - Johannes Itten (78), Zwitsers kunstschilder en kleurtheoreticus
- 1977 - Claude Barbier (39), Belgisch klimmer
- 1977 - Huig Maaskant (69), Nederlands architect
- 1987 - John Howard Northrop (95), Amerikaans biochemicus en Nobelprijswinnaar
- 1988 - Ernst Ruska (82), Duits natuurkundige
- 1989 - Joaquin Palacio (87), Spaans autocoureur
- 1995 - Epi Drost (49), Nederlands voetballer
- 1996 - Els van den Horn (69), Nederlands schoonspringster
- 1997 - Albert Embrechts (82), Belgisch kunstschilder
- 2001 - Bram van Leeuwen, alias Prince de Lignac (82), Nederlands zakenman en multimiljonair
- 2003 - Luciano Berio (77), Italiaans componist
- 2006 - Paul Gleason (62), Amerikaans acteur
- 2008 - Franz Künstler (107), laatste Duitse veteraan van de Eerste Wereldoorlog
- 2009 - Clive Granger (74), Brits econoom en Nobelprijswinnaar
- 2009 - Abram Hoffer (±74), Canadees psychiater
- 2010 - Roman Kozak (52), Russisch acteur
- 2011 - Jeff Conaway (60), Amerikaans acteur
- 2011 - Malgorzata Dydek (37), Pools basketbalspeelster
- 2011 - Gil Scott-Heron (62), Amerikaans dichter, muzikant en schrijver
- 2011 - Jukka Toivola (61), Fins atleet
- 2013 - Bill Pertwee (86), Brits acteur
- 2014 - Robert Steinberg (92), Canadees wiskundige
- 2015 - Erik Carlsson (86), Zweeds rallycoureur
- 2015 - Nils Christie (87), Noors socioloog en criminoloog
- 2015 - Waldemar Nods (85), Nederlands hoofdpersoon van het boek Sonny Boy
- 2016 - František Jakubec (60), Tsjechisch voetballer
- 2017 - Gregg Allman (69), Amerikaans rockmuzikant, zanger en songwriter
- 2018 - Donald Peterson (84), Amerikaans ruimtevaarder
- 2018 - Julio Ribera (91), Spaans striptekenaar
- 2019 - Piet Hemker (77), Nederlands wiskundige
- 2019 - Jacques Septon (85), Belgisch atleet
- 2019 - François Weyergans (77), Belgisch schrijver en regisseur
- 2020 - Larry Kramer (84), Amerikaans (toneel)schrijver en homoactivist
- 2021 - Robert Hogan (87), Amerikaans acteur
- 2021 - Kees de Jager (100), Nederlands astronoom
- 2021 - Jaime Lerner (83), Braziliaans architect en stedenbouwkundige
- 2021 - Poul Schlüter (92), Deens politicus
- 2021 - Steef Weijers (91), Nederlands politicus
- 2022 - Angelo Sodano (94), Italiaans kardinaal
- 2023 - Jan Caudron (86), Belgisch politicus
- 2023 - Jayantha Dhanapala (84), Sri Lankaans diplomaat
- 2023 - Ilja Kabakov (89), Russisch-Amerikaans beeldend kunstenaar
- 2023 - Max Roethof (83), Surinaams-Nederlands advocaat
- 2024 - Bill Walton (71), Amerikaans basketballer en sportjournalist
- 2025 - Freddie Aguilar (72), Filipijns muzikant en zanger
- 2025 - Juan Ramón Verón (81), Argentijns voetballer

## Viering/herdenking
- Rooms-katholieke kalender:

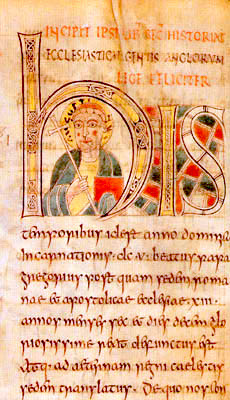
Heilige Augustinus van Canterbury

  - Heilige Augustinus van Canterbury († 604) - Vrije Gedachtenis
  - Heilige Frederik (van Luik) († 1121)
  - Heilige Reinolf († c. 700)
  - Heilige Bruno van Würzburg († 1045)
  - Heilige Eutropius van Orange († 475)
  - Heilige Martelaren van Haarlem († 1572)

## Weerextremen

### Nederland
| | Officiële records | Officiële records | Officiële records |      | Landelijke records | Landelijke records | Landelijke records           |
| Gebeurtenis | Jaar              | Extreem           | Locatie           | Jaar | Extreem            | Locatie            |                              |
| --- | ----------------- | ----------------- | ----------------- | ---- | ------------------ | ------------------ | ---------------------------- |
| Laagste etmaalgemiddelde temperatuur (°C) | 1961              | 7,5               | De Bilt           |      | 1927 1961          | 6,9                | Eelde Twenthe                |
| Hoogste etmaalgemiddelde temperatuur (°C) | 2017              | 22,9              | De Bilt           |      | 2005               | 24,6               | Maastricht                   |
| Laagste minimumtemperatuur (°C) | 1990              | 1,2               | De Bilt           |      | 1990               | 0,0                | Heino                        |
| Hoogste minimumtemperatuur (°C) | 2017              | 16,0              | De Bilt           |      | 2018               | 18,6               | Hoek van Holland             |
| Laagste maximumtemperatuur (°C) | 1983              | 10,8              | De Bilt           |      | 1927               | 9,5                | De Kooy                      |
| Hoogste maximumtemperatuur (°C) | 2017              | 31,9              | De Bilt           |      | 2017               | 33,4               | Eindhoven                    |
| Hoogste uurgemiddelde windsnelheid (m/s) | 1972              | 10,8              | De Bilt           |      | 1972               | 21,1               | Cadzand, Vlissingen          |
| Hoogste windstoot (m/s) | 2000              | 22,0              | De Bilt           |      | 1972               | 26,8               | Vlissingen                   |
| Langste zonneschijnduur (uur) | 1977, 1999        | 14,8              | De Bilt           |      | 1977               | 15,7               | Leeuwarden                   |
| Langste neerslagduur (uur) | 2014              | 10,1              | De Bilt           |      | 2014               | 20,2               | Volkel                       |
| Hoogste etmaalsom van de neerslag (mm) | 1913              | 24,8              | De Bilt           |      | 2014               | 33,6               | Eindhoven                    |
| Laagste etmaalgemiddelde relatieve vochtigheid (%) | 1917              | 45                | De Bilt           |      | 1917               | 43                 | Maastricht                   |
| Laagste uurwaarde luchtdruk op zeeniveau (hPa) | 1972              | 994,1             | De Bilt           |      | 1972               | 990,8              | Leeuwarden                   |
| Hoogste uurwaarde luchtdruk op zeeniveau (hPa) | 2020              | 1035,7            | De Bilt           |      | 2020               | 1036,9             | Hoorn Terschelling, Vlieland |
| Officiële records worden altijd gemeten op het KNMI-weerstation in De Bilt. Landelijke records kunnen worden gemeten op elk officieel KNMI-weerstation in Nederland. |                   |                   |                   |      |                    |                    |                              |

Uitzonderlijke gebeurtenissen
- 1999 - Eerste officiële zomerse dag van het jaar (maximumtemperatuur ≥ 25 °C in De Bilt)
- 2005 - Eerste officiële tropische dag van het jaar (maximumtemperatuur ≥ 30 °C in De Bilt)
- 2017 - Eerste officiële tropische dag van het jaar (maximumtemperatuur ≥ 30 °C in De Bilt)

### België
Dagrecords
- 1927 - Laagste etmaalgemiddelde temperatuur 6,7 °C
- 1892 - Hoogste etmaalgemiddelde temperatuur 25,4 °C
- 1934 - Laagste minimumtemperatuur 1,1 °C
- 2005 - Hoogste maximumtemperatuur 31,6 °C
- 1965 - Hoogste etmaalsom van de neerslag 45,8 mm

Uitzonderlijke gebeurtenissen
- 1965 - Neerslag tot 82 mm in Pâturages (Colfontaine).
- 1971 - Na hagelbui ligt er een laag hagelstenen van 30 cm dik in Itterbeek (Dilbeek).
- 2005 - Maximumtemperaturen in het hele land boven 25 °C. In Kleine-Brogel (Peer) wordt 34,3 °C gemeten.

<< · 1 · 2 · 3 · 4 · 5 · 6 · 7 · 8 · 9 · 10 · 11 · 12 · 13 · 14 · 15 · 16 · 17 · 18 · 19 · 20 · 21 · 22 · 23 · 24 · 25 · 26 · 27 · 28 · 29 · 30 · 31 · >>